# Női CAF-olimpiai selejtezőtorna
A Női CAF-olimpiai selejtezőtorna (angolul: CAF Women's Olympic Qualifying Tournament) egy női labdarúgó-selejtező-torna, amely az olimpiára történő kijutásról dönt. A sorozatban Afrika női válogatottjai vesznek részt.
| Olimpia | Selejtezőtorna | Kijutott                  | Kijutott                  |                                                                                |
| ------- | -------------- | ------------------------- | ------------------------- | ------------------------------------------------------------------------------ |
| 1996    | Nem rendeztek  | Senki                     | Senki                     | Az 1995-ös női labdarúgó-világbajnokság első hét helyezettje vett részt.       |
| 2000    | Nem rendeztek  | · Nigéria                 | · Nigéria                 | Az 1999-es női labdarúgó-világbajnokság első hét helyezettje vett részt.       |
| 2004    | Selejtezőtorna | · Nigéria                 | · Nigéria                 |                                                                                |
| 2008    | Selejtezőtorna | · Nigéria                 | · Nigéria                 | A CAF 1,5 helyet kapott, de Ghána elveszítette a pótselejtezőt Brazília ellen. |
| 2012    | Selejtezőtorna | · Kamerun                 | · Dél-afrikai Köztársaság |                                                                                |
| 2016    | Selejtezőtorna | · Dél-afrikai Köztársaság | · Zimbabwe                |                                                                                |
| 2020    | Selejtezőtorna | · Zambia                  | · Zambia                  | A CAF 1,5 helyet kapott, de Kamerun elveszítette a pótselejtezőt Chile ellen.  |
| 2024    | Selejtezőtorna | · Nigéria                 | · Zambia                  |                                                                                |